# جنت بدویا لیما
جنت بدویا لیما (انگلیسی: Jineth Bedoya Lima؛ زادهٔ c. ۱۹۷۴ (۵۰–۵۱ سال)) روزنامه‌نگار اهل کلمبیا است. او در ماه‌های مه سال ۲۰۰۰ و همچنین اوت ۲۰۰۳ ربوده شد. در سال ۲۰۰۱، او برنده جایزه بین‌المللی زنان شجاع شد.

## آدم‌ربایی مه ۲۰۰۰
در سال ۲۰۰۰ بدویای ۲۶ ساله همراه با ایگناسیو گومز برای روزنامه نظاره‌گر در بوگوتا کار می‌کردند. این روزنامه به جنگ علیه تروریسم در کلمبیا پوشش می‌داد. او هنگامی ربوده شد که درپی تهیه خبر قاچاق سلاح توسط مقامات دولتی و نیروهای متحد دفاع از خود کلمبیا در ۲۵ ماه مه بود. بدویا هنگامیکه برای ملاقات با رهبر یک گروه شبهه نظامی که به نام آشپز شناخته می‌شد قول مصاحبه داده بود تا در زندان لا مودلو در بوگوتا یه وی مراجعه کند، چیزی که به یک تله شبیه بود. بدویا در حالی که عکاس و ویرایشگر روزنامه نظاره‌گر را به همراه برده بود. در لحظه‌ای که در انتظار ورود به زندان بودند وی از دو نفر همراه خود جدا شد و در این لحظه ناپدید گردید. مهاجمین او را به نقطه نامعلومی برده و او را مورد شکنجه و آزار جنسی قرار دادند. بنا به گفته بدویا مردی که خود را کارلوس کاستانو معرفی کرد و برای رهبر گروه شبهه نظامی کار می‌کرد عنوان می‌کند این پیغامی به رسانه‌های کلمبیایی است و علاوه بر این تهدید می‌کند که دوست او ایگناسیو گومز را مثله خواهند کرد؛ که متعاقب آن گومز شش روز بعد از کشور فرار می‌کند؛ و بدویا را مهاجمین در کنار آشغالدانی در یک جاده رها می‌کنند که توسط یک راننده تاکسی پیدا می‌شود.
این پرونده بیش از یک دهه در دفتر دادستان کلمبیا قبل از اینکه بدویا آن را به کمیسیون بین‌المللی آمریکایی حقوق بشر ارجاع کند، متوقف مانده بود. در ماه مه ۲۰۱۱، یک سرباز شبه‌نظامی دستگیر شد و اعتراف کرد که یکی از سه مهاجم به بدویا بوده‌است.

## آدم‌ربایی مه ۲۰۰۳
در سال ۲۰۰۱، بدویا به استخدام روزنامه ال تمپو درآمد و مسئول اجرای قانون در این روزنامه شد، از جمله تهیه گزارش در مورد گروه‌های شبه نظامی. در اوائل اوت ۲۰۰۳، او به شهر پورتو آلویرا سفر کرد تا گزارشی تهیه کند از چگونگی وضعیت این منطقه که بیش از یک سال تحت کنترل نیروهای مسلح انقلابی کلمبیا (فارک) قرار داشت و توسط نیروهای مسلح انقلابی (فارک) اداره می‌شد. در بدو ورود به دستور فارک بدویا و هیئت خبرنگاری ربوده شدند اگرچه رهبر فارک دستور داد که روزنامه نگاران نباید با زندانیان صحبت کرده یا تغذیه شوند، اما زنان شهر همچنان به زندانیان غذا می‌دادند. شهروندان حتی تلاش کردند تا به کمیته بین‌المللی صلیب سرخ برای ربودن آنها هشدار دهند و یک کشیش محلی به آنان گفت که چریک‌ها قصد داشتند آنها را به جنگل برده و آنها را بکشند. با این وجود، هنگامیکه موضوع ربودن از طرف شهروندان به فرمانده فارک رسید، بدویا و همراهانش به سرعت آزاد شدند. فرمانده پیشنهاد کرد که به خاطر زمان و تجهیزات گمشده آنها به ایشان غرامت بپردازد، اما بدویا و عکاس او نپذیرفتند و حاضر شدند تا پس از بازگشتشان، مقاله‌ای در مورد شرایط زندگی در قلمرو کنترل فارک درج کنند، بدویا مراقب بود تا هیچ اشاره‌آی به شهروندانی که به او کمک کرده بودند نکند.

## آثار
بدویا در نوامبر ۲۰۱۰، کتاب خود را به نام «ویرا ی میورته» یا دل منو خوهوی در مورد ویکتور خولیو سوارز روخاس  منتشر کرد.

## جوایز
در سال ۲۰۰۰، به بدویا جایزه آزادی مطبوعات بین‌المللی، که توسط روزنامه نگاران کانادایی برای بیان آزاد پشتیبانی می‌شد، اهدا شد. در سال ۲۰۰۱، بدویا جایزه شجاعت در روزنامه‌نگاری زنان بین‌المللی را از بنیاد رسانه دریافت نمود. این خبر بزرگی در کلمبیا بود که به‌طور گسترده انتشار یافت.
در سال ۲۰۱۲، بدویا جایزه بین‌المللی زنان شجاعت را به دست آورد.
در اکتبر سال ۲۰۱۶ جایزه سالانه آنا پولیتکوفسکایا به بدویا اختصاص داده شد. او جایزه را در لندن در تاریخ ۱۱ مارس ۲۰۱۷ در مراسم جشنواره زنان در مرکز باوت بانک دریافت کرد.